# Una volta nella vita
Una volta nella vita (Les héritiers) è un film del 2014 diretto da Marie-Castille Mention-Schaar.
Si tratta della vera storia di una classe molto maleducata di un liceo di una banlieue parigina che nel 2009 affrontò la sfida di partecipare ad un concorso nazionale, per iniziativa di un'intraprendente professoressa. Di fronte ad un tema in grado di scuotere le coscienze di tutti, la Shoah vista dalla parte delle vittime più indifese (bambini e adolescenti), la classe si scoprì sorprendentemente unita, volenterosa e capace.

## Trama
Nella banlieu di Créteil, a sud-est di Parigi, il crogiolo di etnie e differenti confessioni religiose ha numeri ben sopra la media. Al liceo Léon Blum, in particolare, c'è una classe multiculturale litigiosa e indisciplinata che crea problemi al preside e al corpo docente. Solo la professoressa di storia, Anne Gueguen, pare essere in grado di farsi ascoltare da quei ragazzi. Non solo: contro il parere di tutti, inizialmente scoraggiata dagli studenti stessi, la Gueguen sceglie proprio la seconda esplosiva, anziché la gemella "europea" e più disciplinata, per partecipare al concorso nazionale della Resistenza e della Deportazione (CNRD) indetto dal Ministero della Pubblica Istruzione. 
L'incontro con la memoria della Shoah avrà un impatto indelebile sulla vita e sul comportamento dei ragazzi della banlieu. Fuor di finzione, l'esperienza reale del concorso letterario è stata di grande stimolo per il giovane Ahmed Dramé, che ha contattato la regista Marie-Castille Mention-Schaar e rievocato con lei quell'anno di liceo, e fornendole la base di partenza per questo film: una sorta di fratellino ingenuo ma felice de La Classe di Cantet, cui deve molta ispirazione, pur non eguagliandone la statura cinematografica. Là, si trattava soprattutto di una guerra di parole: una lotta dura per avere l'ultima, e la presunta verità, tra arroganza e potere. 
Qui, quello che la professoressa insegna con successo è l'esatto contrario: il dovere, prima, di trovare le proprie parole, e di non cadere nella trappola terribile del silenzio-assenso, e poi di fermare quelle stesse parole, non solo quelle irrispettose e inaccettabili, ma tutte, e di opporre loro un silenzioso rispetto. Quando, nel museo dell'Olocausto, sono le ragazzine stesse a dire con un fil di voce che hanno deciso di trattenersi, che l'altro impegno è rimandabile mentre questo no, il film è arrivato a segno, nella sua vocazione didattica e non solo. 
Appesantito inizialmente da un prologo a tesi sul muro contro muro tra la legge francese e l'identità culturale in materia di velo sul capo delle donne, con il tramite tenero e serio allo stesso tempo di una grande attrice, Ariane Ascaride, Una volta nella vita diventa in corso d'opera un film più che riuscito, anche perché perfettamente adeguato alle ambizioni di partenza. C'è un momento preciso che decreta la vittoria del film sul rischio di scivolare nel cliché, ed è il momento in cui l'ex deportato Léon Ziguel parla al gruppo di attori e comparse, tutti studenti. In quel momento, girato per forza di cose in un'unica ripresa, la finzione che struttura il film e la realtà storica che lo sostanzia raggiungono la simbiosi e la classe si apre ad annettere il pubblico tutto, in sala o altrove. 
La scuola, origine e destinatario ideale di questo lavoro, è ritratta, con ottimismo e speranza, come il luogo possibile della trasmissione, non solo del sapere, ma ancor più del saper imparare.

## Produzione
Ahmed Dramé nel 2012 contattò Marie-Castille Mention-Schaar cui propose la storia della sua classe e della propria professoressa Anne Anglès, con una bozza dal titolo Le Vrai Combat. La regista sposò il progetto che due anni dopo si è trasformato in un film alla cui sceneggiatura ha collaborato lo stesso Dramé, che inoltre ha interpretato Malik, una sorta di suo alter ego cinematografico. Più tardi Dramé ha anche pubblicato un libro sulla stessa storia, dal titolo Nous sommes tous des exceptions.
Prima dei titoli di coda si viene informati del fatto che "Malik" è poi diventato attore e sceneggiatore, come nei suoi propositi, e inoltre che 20 dei 27 alunni della sua classe si sono diplomati con il massimo dei voti. Léon Zyguel che interpreta se stesso, deportato a 15 anni prima ad Auschwitz e poi a Buchenwald, è morto nel gennaio del 2015 poco dopo l'uscita del film in Francia.